# Chaerephon major
Chaerephon major es una especie de murciélago de la familia Molossidae.

## Distribución geográfica
Se encuentra en África occidental y el valle del río Nilo.